# Druhá vláda Kurta Biedenkopfa
Druhá vláda Kurta Biedenkopfa byla zemská vláda Svobodného státu Sasko v letech 1994–1999. V druhých zemských volbách ze dne 11. září 1994 zvítězila dosud vládnoucí CDU, která získala absolutní většinu 77 ze 120 křesel v Saském zemském sněmu. Oproti předchozím volbám v roce 1990 zvýšila zisk hlasů o 4,3 % na 58,1 %. Na ustavujícím zasedání zemského sněmu dne 6. října 1994 byl opět zvolen předsedou vlády Kurt Biedenkopf, a to 74 hlasy proti 22 hlasům, jeden se hlasování zdržel. Volby se nezúčastnila frakce SPD. Téhož dne pak složili přísahu ministři druhého jednobarevného Biedenkopfova kabinetu.
Vládu doplnil 14. února 1995 státní tajemník Günter Ermisch, který byl od roku 1990 odpovědný za federální a evropské záležitosti a který byl jmenován „dalším členem státní vlády“ v souladu s článkem 59, odstavce 2 Ústavy Svobodného státu Sasko. Když odešel Ermisch 31. prosince 1996 do penze, převzal resort spolkových a evropských záležitostí vedoucí státní kanceláře Günter Meyer.
Třetí saský zemský sněm se poprvé sešel 13. října 1999, čímž skončilo funkční období druhé Biedenkopfovy vlády. Členové kabinetu zůstali ve funkci, dokud nebyla dne 27. října 1999 jmenována nová, v pořadí již třetí Biedenkopfova vláda.

## Členové zemské vlády
| Úřad | Foto | Jméno                                 | Strana | Strana |
| --- | ---- | ------------------------------------- | ------ | ------ |
| Předseda vlády |      | Kurt Biedenkopf                       |        | CDU    |
| Místopředseda vlády |      | Heinz Eggert (do 10. července 1995)   |        | CDU    |
| Místopředseda vlády |      | Hans Geisler (od srpna 1995           |        | CDU    |
| Ministr vnitra |      | Heinz Eggert (do 10. července 1995)   |        | CDU    |
| Ministr vnitra |      | Klaus Hardraht (od 1. září 1995       |        | CDU    |
| Ministr financí |      | Georg Milbradt                        |        | CDU    |
| Ministr spravedlnosti |      | Steffen Heitmann                      |        | CDU    |
| Ministr školství |      | Matthias Rößler                       |        | CDU    |
| Ministr pro vědu a umění |      | Hans Joachim Meyer                    |        | CDU    |
| Ministr pro hospodářství a práci |      | Kajo Schommer                         |        | CDU    |
| Ministr sociálních věcí, zdravotnictví a pro rodinu |      | Hans Geisler                          |        | CDU    |
| Ministr zemědělství, výživy a lesů |      | Rolf Jähnichen (do 10. listopadu 1998 |        | CDU    |
| Ministr životního prostředí a rozvoje venkova |      | Arnold Vaatz (do 10. listopadu 1998   |        | CDU    |
| Ministr životního prostředí a zemědělství |      | Rolf Jähnichen (od 11. listopadu 1998 |        | CDU    |
| Ministryně pro rovnost žen a mužů |      | Friederike de Haasová                 |        | CDU    |
| Ministr a vedoucí státní kanceláře Ministr pro spolkové a evropské záležitosti (od 1. ledna 1997) Ministr pro spolkové a evropské záležitosti a vedoucí státní kanceláře (od září 1998) |      | Günter Meyer (od 1. září 1995         |        | CDU    |